# Jess Willard
Jess Willard (29. december 1881 – 15. december 1968) var en amerikansk bokser, der i perioden 1915-1919 var verdensmester i sværvægt.  Han boksede i mange år under tilnavnet "The Great White Hope". Han vandt verdensmesterskabet i sværvægt i en kamp mod Jack Johnson den 5. april 1915, og tabte titlen i sit andet titelforsvar mod Jack Dempsey i juli 1919.
Willard var 199 cm høj, havde en rækkevidde på 211 cm, og vejede i kampen mod Jack Johnson 238½ pund, hvilket gjorde Willard til den højeste og tungeste bokser, der nogensinde havde vundet en VM-kamp. Willard var 33 år, da han vandt VM-titlen, hvilket også gjorde ham til den ældste udfordrer nogensinde, der vandt sværvægtsmesterskabet. Willards rekorder blev først overgået i 1933, da Primo Carnera med sine 270 pund blev den tungeste verdensmester; i 1951, da Jersey Joe Walcott i en alder af 37 år blev den ældste verdensmester; og i 2004, da den 200 cm høje Vitalij Klitsjko vandt WBC-titlen.

## Opvækst
Jess Willard blev født i St. Claire i Kansas som den yngste af fire sønner efter Myron og Margeret Willard. Faderen, der var veteran efter den amerikanske borgerkrig, døde to måneder før Jess Willard blev født. Han voksede op på familiens ranch, der blev drevet af stedfaderen Elisha Stalker. Willards ønske var at blive cowboy. I sine unge år arbejdede Willard i Pottawatomie County, hvor han trænede og drev handel med køb og salg af heste. Han giftede sig med sin ungdomskæreste, og parret flyttede til Elk City i Oklahoma, hvor Willard drev virksomhed med handel med muldyr og som kusk. Willard havde dog vanskeligt ved at leve af virksomheden, og han besluttede derfor at udnytte sin store størrelse og forsøge sig som professionel bokser for at tjene lidt ekstra penge. Willard havde bokset et par opvisningskampe lokalt i Oklahoma, men det var først i en alder af 27 år, at Willard gjorde sin debut som bokser.

## Professionel karriere
Willard havde arbejdet som cowboy og heste- og muldyrsopdrætter, og begyndte derfor sin boksekarriere i en sen alder som 27-årig.  Willard boksede i starten opvisningskampe, men den første egentlige kamp fandt sted den 15. februar 1911 i Sapulpa, Oklahoma, da Willard som 29-årig mødte Lewis Fink. Willard modtog en bokselektion af Fink, og Willard blev i kampens 10. omgang diskvalificeret for ureglementeret boksning. Trods fiaskoen i sin debut fortsatte Willard karrieren, og i sin tredje kamp en måned senere fik Willard revanche mod Fink, da han slog ham ud i 3. omgang. 
Willard vandt en række kampe på knockout, og begyndte at få kampe uden for Oklahoma, herunder i Chicago og New York. Han blev tilknyttet den succesfulde boksemanager Tom Jones, der hurtigt fik markedsført Willard som et af tidens "Store Hvide Håb", der skulle udfordre den sorte verdensmester i sværvægt, Jack Johnson. Willards størrelse medførte, at publikum strømmede til kampene for at se "The Pottawatomie Giant". På trods af et nederlag den 20. maj 1913 til den stærke Gunboat Smith (der var 50 pund lettere end Willard) fortsatte publikumsinteressen. Willard vandt de fleste af sine kampe på knockout, og hans ry som en brutal puncher blev yderligere cementeret, da han i en kamp den 22. august 1913 slog John Young ud i 11. omgang. Young blev skadet så slemt under kampen, at han døde dagen efter. Willard blev dybt berørt af dødsfaldet, og udtalte, at han hadede boksningen, men Willard fortsatte desuagtet karrieren. Han var dog mindre aggressiv i de efterfølgende kampe, hvoraf flere gik tiden ud, og Willard blev generelt anset for at have toppet i karrieren. Willards størrelse var dog stadig bemærkelsesværdig, og det lykkede i 1915 manager Tom Jones at få arrangeret en kamp mod verdensmesteren Jack Johnson. 

### Titelkampen mod Jack Johnson
Titelkampen Willard og Jack Johnson blev afviklet i Havana på Cuba, da det amerikanske retssystem havde indledt en række sager mod Johnson, der var beskyldt for "umoralsk" levned, hvorfor det ikke var muligt for Johnson at bokse i USA. Kampen blev arrangeret til at gå over 45 omgange i det tropiske klima, hvilket af mange blev anset for en fordel for den betydeligt større Willard. Johnson modtog 30.000 $ for kampen, hvorimod Willards betaling var afhængigt at antallet af betalende tilskuere. Kampen blev afviklet den 5. april 1915 foran et stort publikum på Oriental Park Racetrack. 
Johnson havde ikke tabt en boksekamp i næsten 10 år, og forventede ikke væsentlig modstand fra "The Pottawatomie Giant", hvis væsentligste fortrin var anset at være sin størrelse. Mange anså Willard for en stor, tung bokser uden væsentlig teknik, der havde toppet for år tilbage, og Johnson følte sig så sikker på sejr, at han væddede 2.500$ på sejr til sig selv.
Johnson angreb ivrigt fra kampens start, men Willard parrerede de fleste angreb, og udnyttede sin store rækkevidde gennem kontraboksning. Som kampen skred frem blev Johnson mere og mere træt, og efter 20. omgang blev Johnson flere gange ramt af tunge slag til kroppen, der synligt skadede Johnson. I 26. omgang ramte Willard Johnson med en hård højre, der sendte Johnson til kanvassen, hvor han blev talt ud af kamplederen. 
Kampen mellem Willard og Johnson har altid været anset som værende kontroversiel, idet Johnson senere hævdede, at han havde ladet sig tælle ud, og da billederne fra kampen viser, at Johnson ligger med armene over hovedet – for muligvis at dække sit ansigt for den bagende sol – har der gennem årene været spekulationer, hvorvidt Johnson lod sig tælle ud som påstået, eller om der var tale om en reel sejr til Willard. Der er dog generel enighed blandt de fleste bokseeksperter, om at kampens resultat var reelt. Willard udtalte bagefter: "Hvis det var hans mening at smide sig, så ville jeg ønske, at han havde gjort det noget før. Det var varmere end i helvede derude." 

### Tiden som verdensmester
Willard havde inden kampen været markedsført som et af de "Store Hvide Håb", men med sejren blev Willard "Det Store Hivde Håb" ("The Great White Hope") Den sorte Johnson havde været voldsomt upopulær i det hvide Amerika, og Willard blev hyldet som manden, der efter 7 år bragte titlen tilbage til "den hvide mand". Willard indspillede film i Hollywood i den delvist selvbiografiske film Heart Punch, medvirkede i vaudevilleforestillinger og optrådte som cowboy i det berømte Buffalo Bill's Wild West Show. Willard boksede i tiden efter kampen en række opvisningskampe, men satte først titlen på spil i en titelkamp i 1916.
Willards første titelforsvar blev planlagt afviklet i New Orleans mod udfordreren Frank Moran. Kampen blev fastsat til 10 omgange uden pointscoring, hvilket betød, at Moran skulle stoppe Willard, hvis han skulle vinde titlen. Kampen skulle oprindeligt være arrangeret af den tidligere sværvægtsmester Tommy Burns, der imidlertid var skeptisk overfor at arrangere den første VM-kamp i sværvægt, hvor der ikke nødvendigvis ville falde en afgørelse, og kampen blev derfor i stedet arrangeret af boksepromotoren Tex Rickard, der flyttede kampen til New York, hvor Rickard ikke tidligere havde arrangeret boksekampe. Kampen blev afviklet i Madison Square Garden den 25. marts 1916. Kampen mellem Willard og Moran udviklede sig til en ensidig affære, hvor Willard klart dominerede, men dog ikke formåede at stoppe Moran. Der blev således som den eneste VM-kamp i sværvægtskamp nogensinde ikke afsagt en formel afgørelse af kampen, men der var bred enighed om, at Willard havde vundet. Visse aviser mente endog, at Willard havde vundet samtlige omgange over den 49 pund lettere Moran. Willard forklarede bagefter, at han ikke havde slået Moran ud på grund af en brækket hånd. En efterfølgende lægeundersøgelse viste, at Willard havde et mindre brud på sin højre pegefinger. Willard modtog 47.500 $ for sit titelforsvar. Kort efter kampen skrev Willard kontrakt med et cirkus, der gav Willard 150.000 $.  
Willard boksede yderligere en kamp i 1916, hvor han i en ikke-titelkamp besejrede Sailor Burke på point efter 6 omgange. Han boksede endvidere en række opvisningskampe, men havde store indtægter i cirkusoptrædener m.v. Først fire år efter at han havde vundet titlen i Havana, satte Willard titlen på spil for anden gang, denne gang mod udfordreren Jack Dempsey.

### Titelkampen mod Jack Dempsey
Kampen mellem mesteren Willard og udfordreren Dempsey blev fastsat til 12 omgange og blev afviklet på USA's nationaldag den 4. juli 1919 på Bay View Park Arena i Toledo, Ohio. Willard var på det tidspunkt 37 år gammel og derved den ældste verdensmester nogensinde. Dempsey var 24 år og kendt som en hårdtslående bokser, men Willard var klar favorit til at vinde kampen. Willard var 14 cm højere og vejede 58 pund mere end Dempsey. 
Jess Willard var aldrig blev slået i gulvet i sin boksekarriere, men Dempsey sendte Willard til tælling med et hårdt venstre hook allerede efter halvandet minuts boksning. Dempsey sendte Willard i gulvet yderligere 6 gange i kampens første omgang, men det lykkedes dog Willard at komme på benene hver gang. Kampen blev i første omgang afsluttet efter den syvende gulvtur, men tidtageren gjorde kamplederen opmærksom på, at Willard var blevet reddet af gong-gongen, og kampen blev herefter genoptaget. Det lykkedes Willard at holde sig på benene i anden og tredje omgang af kampen, men Willard blev ramt gentagne gange af Dempsey, og fik flere flænger om øjnene, ligesom det blev hævdet, at Willard mistede flere tænder og fik brækket kæben og flere ribben (sidstnævnte skader er dog betvivlet, da Willard kort efter kampen gav flere interviews uden tegn på brækket kæbe). Ved starten af fjerde omgang blev håndklædet kastet i ringen, hvorefter kampen blev scoret som en teknisk knockout til Dempsey i 3. omgang.
Som da Willard vandt titlen, blev også kampen mod Dempsey anset som kontroversiel, da flere – herunder Willard – hævdede, at Dempsey havde lagt gips på sine bandager under sine boksehandsker.  Det har også været hævdet, at en aflang genstand i bokseringen, der kan ses på nogle billeder optaget mellem kampens første og anden omgang skulle være en jernbolt eller tilsvarende, som Dempsey havde gemt i handsken.
Teorierne fik næring af, at Dempsey slog Willard ned syv gange i første omgang, men var ude af stand til at sende Willard i gulvet i de følgende to omgange, hvilket forklares med, at gipsen var pulveriseret i kampens første omgang, eller at Dempsey smed jernbolten, da han troede, at kampen var slut efter første omgang. I 1964 udgav Sports Illustrated et temanummer om kampen, hvori teorien om handskerne blev nærmere undersøgt. I en artikel i nummeret udtaler Dempseys manager, Jack Kearns, at han havde spillet på kampen, og at han havde lagt gips på Dempseys bandager inden kampen, men troværdigheden af Kearns forklaring er tvivlsom, da Kearns kom med sine udtalelser efter at der var opstået uenighed mellem ham og Dempsey. Teorien om gipsen blev i 1964 afprøvet af den hårdtslående sværvægter Cleveland Williams, der kom gips på sine bandager, lod dem tørre i 35 minuter og herefter slog på sandsæk fem gange, hvorefter gipsen var smuldret væk.
Nat Fleischer, grundlæggeren af Ring Magazine, var til stede, da Dempsey fik lagt sine bandager for kampen, og afviste kategorisk, at Dempsey skulle have fået lagt gips på bandagerne, eller at der i øvrigt skulle være fremmede objekter i handskerne. Fleisher fastslog endvidere, at Dempsey fik handskerne på af en sekundant og at Jack Kearns ikke gav bandager eller handsker på Dempsey.  Historikeren J. J. Johnston har fremhævet, at filmoptagelserne viser, at Willard før kampen går over til Dempseys hjørne, hvor han undersøger Dempseys hænder, og at det må anses for usandsynligt, at Willard skulle have overset, hvis der havde været gips eller andre objekter i handskerne.

### Comeback
Efter nederlaget til Dempsey trak Willard sig delvist tilbage fra boksningen. Han boksede alene en række opvisningskampe i en periode på knap fire år.  Boksepromoteren Tex Rickard arrangerede dog en comeback-kamp for Willard den 12. maj 1923 mod den stærke sværvægter Floyd Johnson, der kun havde 2 nederlag i sine 39 kampe. Boksestævnet var det første på det netop åbnede Yankee Stadium i New York. Willard var på det tidspunkt 41 år mod Johnsons 22 år, og de færreste af de 63.000 tilskuere forventede, at Willard efter den hårde medfart i kampen mod Dempsey kunne stille noget op mod den unge Johnson.  Willard startede forsigtigt og tabte de første omgange, men Willard kom tilbage og sendte Johnson i gulvet i 9. og 11. omgang, hvorefter kampen blev stoppet. Damon Runyon skrev om kampen: "Ungdom, tag hatten og og buk dybt og respektfuldt for Alderdommen. I flere dage vil det eneste emne i sportsverden være Willards imponerende comeback."
Efter sejren over Johnson blev Willard matchet mod den argentinske VM-udfordrer Luis Ángel Firpo. Kampen, der blev benævnt "Giganternes Kamp", fandt sted den 12. juli 1923 i New Jersey,  foran 75.000 tilskuere. Den knap 13 år yngre Firpo var dog for stærk for den aldrende Willard, der blev stoppet i kampens ottende omgang. Willard trak sig definitivt tilbage fra boksningen efter kampen.

## Efter karrieren
Efter boksekarrieren optrådte Willard i flere vaudevilleforestillinger og deltog atter i Buffalo Bill's Wild West Show. I 1933 medvirkede han i boksefilmen I kamp for kvinden (The Prizefighter and the Lady) sammen med Max Baer, Primo Carnera og Jack Dempsey.
Willard drev endvidere med succes en række supermarkeder. 
Willard døde i en alder af 86 år. Han er begravet på kirkegården Forest Lawn, Hollywood Hills Cemetery i Los Angeles i Californien. 
Jess Willard blev i 2003 optaget i International Boxing Hall of Fame.

## Eksterne links
- Jess Willards opslag i Munzinger Sportsarchiv (tysk)
- Jess Willards profesionelle rekordliste hos BoxRec (engelsk)
- Jess Willards profesionelle rekordliste hos International Boxing Hall of Fame (engelsk)
- Jess Willards profil hos Find a Grave (engelsk)
- Jess Willards profil hos Encyclopædia Britannica Online (engelsk)
- Willard mod Johnson på YouTube.com
- Willard mod Dempsey på YouTube.com
- Jess Willard på Internet Movie Database (engelsk)
- Jess Willard på Encyclopædia Britannica Online (engelsk)

| Efterfulgte: Jack Johnson | Verdensmester i sværvægt 1915–1919 | Efterfulgtes af: Jack Dempsey |